# Mérione du Negev
Meriones sacramenti
Espèce
Statut de conservation UICN

 VU B1ab(iii) : Vulnérable
Le Mérione du Negev (Meriones sacramenti ou Meriones (Pallasiomys) sacramenti) est une espèce qui fait partie des rongeurs. C'est une gerbille de la famille des Muridés. Originaire d'Égypte, Israël et Palestine, l'espèce est vulnérable.